# Allium oreoprasoides
Allium oreoprasoides är en amaryllisväxtart som beskrevs av Aleksei Ivanovich Vvedensky. Allium oreoprasoides ingår i släktet lökar, och familjen amaryllisväxter. Inga underarter finns listade i Catalogue of Life.